# Trương Phúc Loan
Trương Phúc Loan (chữ Hán: 張福巒; ? - 1776) là một quyền thần cuối thời các Chúa Nguyễn ở Đàng trong. Trong hơn mười năm cầm quyền bính, Trương Phúc Loan đã lạm dụng quyền hành vì quyền lợi cá nhân, khuynh đảo chính sự ở Đàng Trong, và ông là nguyên nhân chính khiến chính quyền các Chúa Nguyễn sụp đổ.

## Xuất thân
Gia tộc Trương Phúc, nguyên người Quý Huyện, Thanh Hóa, ban đầu mang họ Trương Công sau được ban cho chữ Phúc (hậu duệ dòng họ Trương Phúc nay vẫn còn một số sinh sống ở Huế). Trương Công Gia nguyên giữ chức Điện tiền Đô Kiểm điểm Lương quận công của triều Lê đã đem gia quyến theo Đoan quốc công Nguyễn Hoàng vào Nam. Khi làm Trấn Thủ Quảng Bình, Trương Công Gia đã có công cùng Nguyễn Phúc Trung, Nguyễn Hữu Dật ngăn cuộc xâm lấn của quân Trịnh vào tháng 2 năm Đinh Mão (1627). Trương Phúc Phấn là con trai của Trương Công Gia, là người có tài võ nghệ thao lược, theo cha lập nhiều công trạng được phong quan đến chức Cai cơ, năm 1630 (năm Canh Ngọ) được cử làm Trấn Thủ dinh Bố Chính. Năm 1640 (năm Canh Thìn), Phấn có công diệt trừ phản thần Nguyễn Khắc Liệt và năm 1648 cố thủ lũy Trường Dục ngăn chặn quân Trịnh vào Nam.
Phấn có hai người con là Đốc chiến Quận công Trương Phúc Hùng và Thống suất đạo Lưu Đồn Trương Phúc Cương đều được nhà Nguyễn xem là công thần. Trương Phúc Cương có công trấn giữ lũy Trấn Ninh ngăn quân Trịnh vào tháng 2 năm 1672, làm quan đến chức Chưởng dinh. Con thứ của Cương là Thái bảo Quốc công Trương Phúc Phan lấy con gái thứ ba của Nghĩa vương Nguyễn Phúc Thái(Thái) là công nữ Ngọc Nhiễm (Tống Sơn quận công Thục phu nhân).
Tháng 10 năm 1703, khi làm Trấn Thủ dinh Trấn Biên, Phan có công tiễu trừ hải phỉ người Man An-Liệt (thực tế là thương quán của Công ty Ấn Độ thuộc Anh tự ý xây dựng tại Côn Lôn không xin phép Chúa Nguyễn Phúc Chu). Trương Phúc Loan là con thứ của Phan (tức hậu duệ đời thứ 6 của tộc Trương Phúc).

## Hoán đổi ngôi Chúa
Trương Phúc Loan là con thứ của Thái bảo Phan quốc công Trương Phúc Phan cũng là cậu ruột của Chúa Vũ Vương Nguyễn Phúc Khoát. Nhờ vậy mặc dù không có công trạng, ông vẫn được cho phụ chính thân cận với Chúa. Phúc Loan đã dùng nhiều cách dẫn dụ chúa Nguyễn vào con đường tửu sắc, bỏ bê việc nước hòng âm mưu chiếm đoạt quyền lực sau này. Loan tạo điều kiện để Vũ Vương quan hệ với người em chú bác ruột của chúa là công nữ Nguyễn Phúc Ngọc Cầu (con của Dận quốc công Nguyễn Phúc Điền là em ruột của Chúa Ninh Vương Nguyễn Phúc Chú(Thụ), cha của Vũ Vương) sinh được một người con trai là công tử Nguyễn Phúc Thuần. Để tránh tai tiếng, Nguyễn Phúc Thuần được nuôi kín ở hậu cung.
Tháng 7 năm 1765 (tháng 5 năm Ất Dậu), chúa Nguyễn Phúc Khoát mất, để lại di chiếu nhường ngôi cho công tử thứ hai là Nguyễn Phúc Luân (Côn) năm ấy 33 tuổi. Tuy nhiên, do biết Phúc Luân là người thông minh, quyết đoán khó lấn quyền được nên Trương Phúc Loan đã âm mưu cùng Thái giám Chữ Đức (khuyết họ) và Chưởng dinh Nguyễn Cửu Thông bắt giam Nguyễn Phúc Luân, giết chết hai thầy học của Phúc Luân là Nội hữu Cai cơ Trương Văn Hạnh và Thị giảng Lê Cao Kỷ, đồng thời giả chiếu chỉ đưa công tử thứ mười sáu là Nguyễn Phúc Thuần mới 12 tuổi lên ngôi Chúa xưng hiệu là Định Vương. Cũng trong năm đó, Nguyễn Phúc Luân buồn và uất ức nên lâm bệnh được cho về nhà và mất vào ngày 24 tháng 10 năm 1765 (10 tháng 9 năm Ất Dậu).

## Tập trung quyền lực
Sau khi lên ngôi, Định Vương phong cho Loan chức Quốc Phó, quản lý bộ Hộ, quản cơ Trung tượng kiêm tàu vụ, lo việc thông thương với tàu bè ngoại quốc. Các quan chức quan trọng trong triều có Chưởng thủy cơ Nguyễn Phúc Viên; Nội hữu Chưởng dinh quản lý bộ Lại và bộ Binh Tả phủ Chưởng phủ sự dinh Quảng Nam Nguyễn Phúc Nghiễm; cả hai đều là con của Dận quốc công Nguyễn Phúc Điền, xét ra là anh em ruột của bà Ngọc Cầu, mẹ Chúa Định Vương, và đều là những tay đam mê tửu sắc, không để ý gì đến chính sự. Hai con trai của Loan là Chưởng dinh Trương Phúc Thặng lấy công nữ Ngọc Nguyện và Cai cơ Trương Phúc Nhạc lấy công nữ Ngọc Đảo đều là con của Vũ Vương. Do đó, quyền hành trong triều của Trương Phúc Loan rất lớn.
Để trấn an dư luận, Loan tấu với Định Vương cho mời Nguyễn Cư Trinh, là vị quan có uy tín lúc bấy giờ, từ Gia Định về Phú Xuân thăng Lại bộ kiêm Tào vận sứ và phục chức Hàn lâm cho Nguyễn Quang Tiền vốn là người trung nghĩa, văn chương uyên thâm. Đối với hai người này, Loan có phần kiêng dè chút ít. Tuy nhiên, đến năm 1767, Cư Trinh mất và đến năm 1770, Quang Tiền cũng qua đời. Lúc này, Loan không còn kiêng nể ai nữa, mặc tình tự tung tự tác.

## Lạm dụng quyền bính
Để củng cố thế lực, Trương Phúc Loan tiến cử thân cận là Thái Sinh giữ Hộ bộ, đồng thời cho người thân tín tổ chức thu thuế ở các cảng sông, cảng biển quan trọng và thu thuế khai thác các nguồn tài nguyên, khoáng sản ở Quảng Nam mỗi năm ước đạt bảy tám vạn quan tiền bỏ vào túi riêng, chỉ nộp công khố khoảng một hai phần. Thêm vào đó, Loan công khai bán quan, chạy ngục nên đã thâu tóm được một tài sản kếch xù. Hằng năm, Loan bắt binh lính nộp 5 gánh đầy dây mây để thay thế dây xâu tiền bị hỏng. Tương truyền, có năm nước lụt ngập dinh thự của ông ở Phần Dương, sau khi nước rút phơi vàng bạc ở sân cho khô ráo sáng rực cả một góc trời.
Về chính sách xã hội, Loan đặt ra nhiều thứ thuế, hình phạt sách nhiễu nhân dân. Loan xui Chúa lập phường chơi xuân, mỗi phường gồm 15 người, mỗi người phải nộp thuế một quan tiền để khi có lễ hội thì tổ chức làm trò mua vui. Sưu cao, thuế nặng cộng thêm trong bốn năm năm liền thiên tai động đất, núi lỡ đã biến xứ Đàng trong từ vùng trù phú thành nơi đói kém, lầm than, lòng dân oán hận nên gọi ông là Trương Tần Cối.
Thấy Nguyễn Phước Dục là người được nể trọng nên Loan gả con gái để cầu thân. Tuy nhiên, Dục vẫn giữ thái độ trung lập không theo phe Phúc Loan nên ông đâm ghét vu cáo Dục mưu phản rồi bãi chức của Dục mặc dù không tìm ra bằng cớ. Sau đó, Dục uất ức rồi chết.
Vào năm 1773 (Quý Tị), thấy Trương Phúc Loan lộng quyền, một số tông thất và đại thần trong triều tìm cách trừ ông nên mật giao cho quan Hàn lâm Ngô Đình Thứ và Tri phủ Trần Giai Đạo lén trộm ấn son làm giả thư của Loan thông đồng với quân Tây Sơn vứt ngoài đường. Tham mưu Tá (khuyết họ) bắt được thư lúc tuần tra đem trình cho Nội tả Chưởng cơ Bộ doanh là Nguyễn Phúc Văn (con thứ ba của Vũ Vương). Văn trình với Định Vương xin trị tội ông nhưng ông một mực kêu oan nên Định Vương bỏ qua. Phúc Loan cho rằng Tham mưu Tá và Phúc Văn thông đồng hãm hại mình nên ngầm bắt giam Tá rồi giết chết trong ngục. Đồng thời, cho người giả thư tố cáo Phúc Văn theo Tây Sơn yêu cầu tra xét ngay. Phúc Văn biết ông mưu hại nên bỏ trốn nhưng bị ông sai Cai đội Nguyễn Phúc Hương đuổi theo bắt được và dìm chết ở phá Tam Giang.

## Suy vi
Năm 1771 (năm Tân Mão), ba anh em Nguyễn Nhạc, Nguyễn Lữ, Nguyễn Huệ ở trại Tây Sơn tụ tập những người bất mãn chính quyền, vô gia cư, nghèo khổ vì sự chuyên quyền vơ vét của Trương Phúc Loan phát động phong trào Tây Sơn. Với danh nghĩa lấy của người giàu chia cho người nghèo hợp với lòng dân, lực lượng Tây Sơn lớn mạnh nhanh chóng. Năm 1773 (năm Quý Tị), dưới danh nghĩa phò trợ Hoàng tôn Nguyễn Phúc Dương (con thế tử quá cố Nguyễn Phúc Hạo của Vũ Vương Nguyễn Phúc Khoát) trừ quyền thần Trương Phúc Loan, Nguyễn Nhạc khởi binh đánh chiếm Quy Nhơn, cướp kho lúa.
Nhận được tin báo, Định Vương cử binh đánh dẹp quân Tây Sơn nhưng những trận đầu đều bại. Tướng lĩnh hoặc tử trận hoặc hèn nhát bỏ chạy, quân lính tan rã nhanh chóng do huấn luyện kém trong thời bình và ý chí chiến đấu suy sụp vì Trương Phúc Loan nhận của đút lót để điều người này ra trận, cho người nọ ở nhà. Mãi đến tháng 4, năm Giáp Ngọ (1774), Điều khiển Gia Định Nguyễn Cửu Đàm, Lưu thủ dinh Long Hồ Tống Phúc Hợp và Cai bộ Nguyễn Khoa Thuyên mới tạm giữ chân được quân Tây Sơn ở Hòn Khói (Bình Khương).
Ở Đàng ngoài, tháng 5 năm Giáp Ngọ (1774), Tĩnh Đô Vương Trịnh Sâm (lên thay cha là Trịnh Doanh vào năm 1767 - Đinh Hợi) nhận được báo cáo của Trấn thủ Nghệ An Bùi Thế Đạt về tình hình rối ren ở Đàng trong. Vốn là người quyết đoán, thông minh lại vừa dẹp yên các cuộc nổi dậy của Hoàng Công Chất ở Hưng Hóa, Lê Duy Mật ở Trấn Ninh, quân đội đang trong tư thế sẵn sàng nên Trịnh Sâm lập tức điều Việp quận công Hoàng Ngũ Phúc và một số tướng lĩnh chủ chốt lấy danh nghĩa giúp chúa Nguyễn đánh dẹp Tây Sơn, khởi binh chinh phạt Đàng trong. Quân Trịnh tiến đến đâu quân Nguyễn hàng đến đó. Đến tháng 10, Ngũ Phúc đã chiếm được dinh Quảng Bình. Tháng 11, đích thân chúa Trịnh Sâm cầm quân vào Nghệ An hỗ trợ Hoàng Ngũ Phúc, ra thông cáo thiên hạ dấy binh vào nam để trừ quyền thần Trương Phúc Loan.
Đã có cớ trừ Trương Phúc Loan trong tay, Ngoại hữu Chưởng dinh Nguyễn Cửu Pháp và Tiết chế thủy bộ Nguyễn Phúc Cường (công tử thứ tư của Vũ Vương) tấu Định Vương bày mưu mời Loan đến bàn việc chống quân Đàng ngoài rồi bắt Loan giao nộp cho Hoàng Ngũ Phúc. Định Vương còn dâng vàng bạc kèm theo biểu, khải và thư cho Vua Lê, Chúa Trịnh và Hoàng Ngũ Phúc để làm kế hoãn binh. Đồng đảng của Loan là Hộ bộ Thái Sinh cũng bị bắt giam vào ngục (sau Sinh chết ở đấy). Của cải, nhà cửa của Loan đều bị dân, quân cướp phá không còn gì.
Thực tế, sau khi quân Trịnh ra thông cáo, Trương Phúc Loan đã tìm cách liên hệ với Hoàng Ngũ Phúc nhưng chưa nhận được câu trả lời từ phía Ngũ Phúc thì ông đã bị bắt. Ở hành dinh của quân Trịnh, ông sai con là Trương Phúc Tuấn ra sức hối lộ vàng bạc châu báu cho Hoàng Ngũ Phúc và các quan viên trong quân ngũ để cầu an và xin hoãn giải về Thăng Long. Khi được hỏi vàng bạc ở đâu mà có, Tuấn trả lời là do bán ruộng đất trong nhà để cứu mạng cha. Cuối cùng, Trương Phúc Loan cũng bị giải ra Thăng Long để chịu tội, trên đường đi, ông lâm bệnh rồi chết vào mùa đông năm Bính Thân (1776).

## Chú giải
1. ↑  Trang www.nguyenphuoctoc.net chép Nghĩa Vương húy là Nguyễn Phúc Thái
2. ↑  Có nguồn ghi là Ngọc Châu, bà Ngọc Cầu về sau đi tu, đến năm thứ 3 triều Gia Long phong là Tuệ Tĩnh Thánh mẫu
3. ↑  Trang www.nguyenphuoctoc.net chép Ninh Vương húy là Nguyễn Phúc Thụ, có sách còn chép là Thú
4. ↑  Trang www.nguyenphuoctoc.net chép Hưng Tổ húy là Nguyễn Phúc Côn